# Džagaryn
Lo Džagaryn (in russo  Дягарын?) è un fiume della Siberia Orientale, tributario del Mare di Laptev. Scorre nell'Ust'-Janskij ulus e nel Bulunskij ulus della Sacha (Jacuzia), in Russia.
Il fiume ha la sua sorgente in una zona della tundra a nord del fiume Uljugen (un affluente dell'Arga-Jurjach). La lunghezza dello Džagaryn è di 183 km, l'area del suo bacino è di 1 730 km². Sfocia nella baia Sytygan-Tala, un'insenatura all'interno del golfo di Buor-Chaja, che si affaccia nel mare di Laptev.